# Bartholomaeides László (lelkész, 18. század)
Bartholomaeides (Eördögh) László (18. század) evangélikus lelkész.

## Élete
Turóc megyei származású; a wittenbergi egyetemre 1733. április 25-én iratkozott be és 1735 októberében tért vissza hazájába, ahol előbb ivánkafalvai tanító, 1748. augusztus 15-én szentelte pappá Mohl Éliás püspök, a Sándor családnál  volt lelkész; azután trencséni alesperes lett. Később betegsége miatt nyugalomba vonult Turóc megyébe.

## Munkái
Institutum oratione solemni commendatur. Vitembergae, 1733.